# Ralf Bucher
Ralf Bucher (Monaco di Baviera, 6 aprile 1972) è un ex calciatore tedesco, di ruolo difensore.

## Carriera
Ha trascorso la sua intera carriera nell'Unterhaching, giocando nelle prime tre categorie del campionato tedesco. Si ritira il 2 luglio 2009.